# Волково (Черкасский сельсовет)
Во́лково (баш. Волков) — деревня в Уфимском районе Башкортостана, входит в состав Черкасского сельсовета. 

## Население
| 2002 | 2009 | 2010 |
| ---- | ---- | ---- |
| 11   | ↗17  | ↗26  |

Национальный состав
Согласно переписи 2002 года, преобладающие национальности —  татары (50 %), русские (34 %).

## Географическое положение
Расстояние до:
- районного центра (Уфа): 35 км,
- центра сельсовета (Черкассы): 8 км,
- ближайшей ж/д станции (Уфа): 35 км.

## Известные жители
- Косолапов, Филипп Макарович (9 января 1919 — 7 августа 1994) — командир эскадрильи 2-го Гвардейского истребительного авиационного полка (322-я истребительная авиационная дивизия, 2-й истребительный авиационный корпус, 1-я Воздушная армия, Западный фронт), гвардии старший лейтенант, Герой Советского Союза (1943)[5][6][7].